# Opstand van de Broederschappen
De Opstand van de Broederschappen was een opstand gelanceerd door de ambachtsgilden (Germanías) tegen de heerschappij van koning Karel V in het koninkrijk Valencia, onderdeel van de Kroon van Aragón. Deze opstand vond plaats tussen 1519 en 1523, waarbij de meeste gevechten plaatsvonden in 1521. De Valenciaanse opstand inspireerde een verwante opstand op het eiland Mallorca, dat ook deel uitmaakte van Aragon, en duurde tussen 1521 en 1523.
Deze opstand was een anti-monarchale en anti-feodale autonome beweging, geïnspireerd door de Italiaanse republieken. Bovendien had deze opstand een sterk anti-islamitisch aspect, aangezien de rebellen in opstand kwamen tegen de islamitische boerenbevolking van Valencia (ook wel mudéjar genoemd, ter onderscheiding van crypto-moslims of morisco's in de Kroon van Castilië, waar de islam verboden werd verklaard) en gedwongen bekeringen tot het christendom werd opgelegd. De Agermanats kunnen worden vergeleken met de comuneros van het naburige Castilië, die tussen 1520 en 1522 ook een soortgelijke opstand tegen Karel V organiseerden. Deze twee opstanden werden gedeeltelijk geïnspireerd door de terugkeer naar het Duitsland van Karel V, de nieuwe tweede koning van Castilië en Aragon (in een personele unie die de basis zou vormen van het Spaanse Rijk), om de troon te bestijgen als keizer van het Heilige Roomse Rijk te aanvaarden en een enigszins dubieuze Koninklijke Raad en regentschap achter te laten.